# An Unbelievable Story of Rape
An Unbelievable Story of Rape ist ein 2015 veröffentlichter Artikel über eine Vergewaltigungsserie, die sich zwischen 2008 und 2011 in den USA ereignete, und die anschließenden polizeilichen Ermittlungen. Der Artikel wurde von Ken Armstrong und T. Christian Miller verfasst und entstand aus einer Zusammenarbeit der amerikanischen Non-Profit-Nachrichtenorganisationen The Marshall Project und ProPublica. Er wurde 2016 mit dem Pulitzer-Preis für erklärende Berichterstattung und 2015 mit dem George-Polk-Preis für Gerechtigkeitsberichterstattung ausgezeichnet.
Der Artikel berichtet abwechselnd über die wahre Geschichte einer jungen Frau namens Marie, die im August 2008 eine Vergewaltigung meldet, und von den beiden Polizistinnen Stacy Galbraith und Edna Hendershot, die im Jahre 2011 versuchen, einen Serienvergewaltiger zu fassen.
Der Artikel wurde später Grundlage für die Netflix-Serie Unbelievable. Miller und Armstrong verfassten später ein ganzes Buch über den Fall: Falschaussage: Eine wahre Geschichte.

## Inhalt
Im August 2008 meldete sich ein 18-jähriges Mädchen namens „Marie“ bei der Polizei in Lynnwood, Washington, und gab an, vergewaltigt worden zu sein. Bei der Befragung berichtete sie, ein maskierter Mann sei in ihr Haus eingedrungen und habe sie mit vorgehaltenem Messer gefesselt, geknebelt und vergewaltigt. Die Polizisten glaubten ihr nicht. Nachdem die Beamten Marie wegen Unstimmigkeiten in ihrer Aussage unter Druck gesetzt hatten, sagte sie, dass es ein Traum gewesen sein könnte, später gab sie an, den Vorfall erfunden zu haben. Im März 2009 wurde sie wegen Vortäuschung einer Straftat angeklagt und mit einer Geldstrafe von 500 US-Dollar belegt.
Im Januar 2011 untersuchte die Kriminalbeamte Stacy Galbraith in Golden, Colorado, den Fall einer Frau, die angab, von einem maskierten Mann gefesselt und vier Stunden lang mit vorgehaltener Waffe vergewaltigt worden zu sein. Der Mann hatte alles mit einer Digitalkamera gefilmt und drohte, die Bilder online zu stellen, falls sie die Tat meldete. Als Galbraith an dem Fall zu arbeiten begann, entdeckte sie Ähnlichkeiten zu zwei Fällen in Westminster, Colorado, bei denen Frauen im Alter von 59 und 65 Jahren auf ähnliche Weise vergewaltigt worden waren. Auch der Fall eines Einbruchs in Lakewood, Colorado, bei dem ein maskierter Mann versucht hatte, eine 46-jährige Frau zu fesseln, schien in dem Zusammenhang zu stehen. Die Frau konnte sich damals retten, indem sie aus dem Fenster sprang, wobei sie sich drei Rippen brach und schwere innere Verletzungen erlitt. Die vier bekannten Fälle ereigneten sich in verschiedenen Vororten von Denver. Trotz der Bemühungen des Täters, keine DNS-Spuren zu hinterlassen, konnten an drei Tatorten genetische Spuren gesichert werden. Die Analyse der DNS bewies, dass der Täter in allen drei Fällen demselben väterlichen Stammbaum angehörte.
Bei der Untersuchung zum Fall von „Marie“ 2008 wurden Hinweise darauf gefunden, dass jemand über die Veranda in ihr Haus eingedrungen war, außerdem hatte Marie Fesselmale an ihren Handgelenken sowie Blutergüsse an Oberschenkeln und Vagina. Sperma wurde nicht gefunden, da der Täter ein Kondom benutzt hatte. Marie erzählte ihren Pflegeeltern von dem Vorfall, doch aufgrund ihres ruhigen und distanzierten Verhaltens waren diese unsicher, ob ihre Aussage der Wahrheit entsprach. Ein Elternteil meldete der Polizei seine Zweifel. Jeffrey Mason und Jerry Rittgarn, die mit dem Fall beauftragten Polizisten, fragten sich, ob Marie gelogen hatte. Nach der Aussage des Elternteils und Maries widersprüchlichem Bericht darüber, ob sie eine Freundin angerufen hatte, bevor oder nachdem sie ihre Fesseln abgeschnitten hatte, ließen sie das Opfer seine Geschichte wiederholen. Rittgarn setzte Marie unter Druck und sagte, sie habe die Vergewaltigung erfunden. Er fragte sie, ob der Täter real sei, und sie verneinte leise. Ohne sie auf ihr Recht zu schweigen hinzuweisen, wiesen die Beamten das Mädchen an, schriftlich zu bestätigen, dass sie die Tat vorgetäuscht habe. Zunächst schrieb sie, dass sie den Vorfall geträumt habe, weil sie inzwischen unsicher geworden war, ob die Tat real war. Nach stundenlangem Nachfragen schrieb Marie schließlich, sie habe gelogen.
Im Februar 2011 wurden die Ermittler durch eine Kriminalbeamtin auf eine Zeugin aufmerksam gemacht, die im Juni 2010 (drei Wochen vor der versuchten Vergewaltigung in Lakewood) ein verdächtiges Fahrzeug gemeldet hatte. Der Wagen war auf den ehemaligen Soldaten Marc Patrick O’Leary registriert, dessen Beschreibung mit der des Angreifers übereinstimmte. FBI-Agenten überwachten O’Learys Haus und entdeckten, dass er bei seinem Bruder Michael lebte. Durch einen Kaffeebecher gelangten die Ermittler an Michaels DNS, die bewies, dass einer der Brüder der Vergewaltiger sein musste.
Im August 2008 teilte Marie den leitenden Ermittlern mit, dass sie unter Druck gesetzt worden war. Sie wollte ihre Aussage wiederholen und auch einen Lügendetektortest ablegen. Rittgarn drohte ihr jedoch, dass sie eingesperrt werden und ihre Wohnung verlieren würde. Marie zog daraufhin die Aussage zurück. Nachdem sie gezwungen wurde, in einer Gruppentherapie den anderen Teilnehmern von ihrer angeblichen Falschaussage zu erzählen, hatte sie Suizidgedanken. Später erhielt Marie eine Anzeige von Mason, die sie der Falschaussage bezichtigte, und sie wurde verurteilt. Der Fall erhielt in den lokalen Medien einige Aufmerksamkeit. In der Folge sah sich Marie Anfeindungen ausgesetzt und es wurde eine Hasswebsite über sie erstellt. Nach der Anklage kündigte sie ihren Job.
Im Oktober 2008 sah Maries Pflegemutter einen Fernsehbericht über eine 63-jährige Frau in Kirkland, Washington, die genau dasselbe wie Marie erlitten hatte. Die Eltern riefen die Kirkland-Ermittler an, die der Spur zunächst nachgingen, sie allerdings wieder aufgaben, nachdem die Polizei aus Lynwood ihnen mehrmals versicherte, dass Marie eine Lügnerin sei.
Im Februar 2011 führte ein Durchsuchungsbefehl zur Festnahme von Marc O’Leary, der ein Muttermal hatte, das die Opfer beschrieben hatten. In seinem Haus entdeckten die Ermittler zahlreiche Beweise, unter anderem Maske, Waffe, Kamera und eine Sammlung von Damenunterwäsche, die den Berichten der Opfer entsprachen. Auf O’Learys Festplatte wurden Fotos seiner Opfer gesichert, und auf einem dieser Fotos konnte Marie identifiziert werden.
Marc O’Leary war in über ein Dutzend Häuser eingebrochen, bevor es zu dem Angriff auf Marie kam. Er beobachtete Frauen hunderte Stunden lang und brach mehrmals in deren Häuser ein, um Informationen zu sammeln, bevor er seine Vergewaltigungen verübte.
Im Dezember 2011 wurde O’Leary wegen der Vergewaltigungen in Colorado zu 327,5 Jahren Haft verurteilt. Im Juni 2012 bekam er für die beiden Fälle in Washington weitere 38,5 Jahre Haft.
Nachdem O’Leary mit Maries Vergewaltigung in Verbindung gebracht worden war, wurde die Fallbearbeitung der Polizei von Lynnwood überprüft. In einem Bericht dazu schrieb der überprüfende Beamte, Gregg Rinta, Marie sei „dazu genötigt worden auszusagen, dass sie ihre Vergewaltigung erfunden habe“. Es sei nicht überraschend, dass Marie ihre Aussage widerrufen habe, schrieb Rinta, angesichts des „Mobbings“ und der „Hetze“, der sie ausgesetzt war. Dass Jerry Rittgarn Marie gedroht hatte, dass sie ins Gefängnis kommen und ihre Wohnung verlieren würde, wurde als „zwanghaft, grausam und unglaublich unprofessionell“ bezeichnet. Eine interne Überprüfung kam zu dem Schluss, dass das Verhalten von Mason und Rittgarn „darauf ausgelegt war, ein Geständnis der Falschaussage auszulösen“. Im Jahr 2015 bezeichnete der Kommandeur der Criminal Investigations Division von Lynnwood den Fall als „schwerwiegenden Misserfolg“ und erklärte, dass seitdem Änderungen in der Praxis umgesetzt worden seien. Trotz all dieser Kritik wurden weder Mason noch Rittgarn bestraft. Mason entschuldigte sich persönlich bei Marie, Rittgarn tat das nicht. Zunächst wurde Maries Geldstrafe von 500 US-Dollar erstattet. Nach einer Klage wurden ihr 150.000 US-Dollar zugesprochen. Zum Zeitpunkt der Veröffentlichung des Artikels war Marie verheiratet und hatte zwei Kinder.

## Reaktion
Der Artikel wurde mit dem George Polk Award 2015 für Gerechtigkeitsberichterstattung und dem Pulitzer-Preis 2016 für erklärende Berichterstattung ausgezeichnet und gewann ebenso den Al Nakkula Award 2016 für Polizeiberichterstattung, verliehen von der University of Colorado Boulder und dem Denver Press Club. Im Jahr 2016 war er Finalist bei den National Magazine Awards in der Kategorie Feature Writing.